# قرض
دِیْن یا قرض عبارت از آن چیزی است که به کسی مقروضند. معمولاً این قرض شامل دارایی‌ها است اما ممکن است که الزامات دیگری را نیز دربربگیرد. وقتی در مورد دارایی‌ها سخن می‌گوییم، دین ابزاری برای استفاده از قدرت خرید آینده در حال است قبل از این که پولی به دست آید.
دین هنگامی به وجود می‌آید که قرض‌دهنده توافق می‌کند تا مقداری از دارایی‌اش را به قرض‌گیرنده وام دهد. در جوامع مدرن دارایی‌ها با تعریف بازپرداخت ازپیش‌تعیین‌شده قرض داده می‌شوند که در بسیاری از اوقات بهره‌ای نیز به مبلغ قرض‌داده‌شده اضافه می‌شود. در صورتی‌که بهره‌ای در کار نباشد، به این نوع قرض، قرض‌الحسنه می‌گویند.
قرض تعریفی مشابه بدهی دارد اما کلی‌تر از آن است. درحالی‌که بدهی تنها بر روی دارایی است، قرض (دین) می‌تواند چیزهای دیگری به غیر از دارایی را نیز در بر بگیرد.

## شرایط

### مبلغ اصلی
مبلغ اصلی به مقدار پولی گفته می‌شود که ابتدا سرمایه‌گذاری یا به صورت وام گرفته شده است و بر اساس آن نرخ بهره و بازده محاسبه می‌شود.

### بازپرداخت
سه روش اصلی برای ساختاردهی پرداخت‌ها وجود دارد: کل مبلغ اصلی می‌تواند در زمان بازپرداخت وام پرداخت شود؛ کل مبلغ اصلی می‌تواند در طول مدت وام مستهلک شود؛ یا وام می‌تواند به‌صورت جزئی در طول مدت آن مستهلک شده و باقی‌مانده مبلغ اصلی به صورت «پرداخت بالون» در زمان بازپرداخت پرداخت شود. ساختارهای استهلاک در وام‌های مسکن و کارت‌های اعتباری رایج هستند.

## ارزیابی اعتبار

### شاخص‌های درآمد
نسبت پوشش تعهدات بدهی، نسبت درآمد در دسترس به مقدار تعهدات بدهی است که باید پرداخت شوند (شامل بهره و استهلاک مبلغ اصلی، در صورت وجود). هر چقدر نسبت پوشش تعهدات بدهی بالاتر باشد، درآمد بیشتری برای پرداخت بدهی‌ها در دسترس است و گرفتن وام برای وام‌گیرنده ساده‌تر و ارزان‌تر خواهد بود.
وام DSCR نوعی وام غیرمعتبر (Non-QM) است که به وام‌گیرندگان اجازه می‌دهد بر اساس جریان نقدی ایجاد شده توسط ملک سرمایه‌گذاری وام بگیرند، نه بر اساس مدارک سنتی درآمد.

### شاخص‌های ارزش
نسبت پوشش وثیقه، نسبت کل مبلغ وام به کل ارزش وثیقه‌ای است که وام را تضمین می‌کند.
برای مثال، در وام‌های مسکن، این نسبت معمولاً به عنوان «پیش‌پرداخت» بیان می‌شود. پیش‌پرداخت ۲۰ درصد برابر با نسبت مبلغ وام به ارزش ۸۰ درصد است. هنگام خرید خانه، ارزش با استفاده از قیمت توافق شده خرید و/یا ارزیابی ممکن است تخمین زده شود.